# Tatea
Tatea is een geslacht van weekdieren uit de klasse van de Gastropoda (slakken).

## Soort
- Tatea melvilli Hedley, 1916

## Synoniem
- Onoba melvilli (Hedley, 1916)